# Чемерня
Чемерня (бел. Чамерня) — посёлок в Светиловичском сельсовете Ветковского района Гомельской области Белоруссии.

## География

### Расположение
В 33 км на северо-восток от Ветки, 55 км от Гомеля.

### Гидрография
Река Беседь (приток реки Сож).

## Транспортная сеть
Транспортные связи по просёлочной, затем автомобильной дороге Чечерск — Светиловичи. Планировка состоит из короткой прямолинейной меридиональной улицы, застроенной двусторонне неплотно деревянными домами усадебного типа.

## История
Археологами обнаружены: курганный могильник (в 0,4 км на северо-восток от посёлка, на левом берегу реки), поселение 1-й четверти I-го тысячелетия н. э. (0,4 км на северо-восток от посёлка), городище (0,4 км на север от посёлка, в урочище Каменная Гора), курганный могильник (19 насыпей 0,2 км на север от посёлка) свидетельствуют о заселении этих мест с давних времён.
Современный посёлок основан во 2-й половине XIX века Согласно переписи 1897 года располагался в Покоцкой волости Гомельского уезда Могилёвской губернии, хутор. Наиболее активная застройка относится к 1920-м годам. В 1926 году в Великонемковском сельсовете Светиловичского района Гомельского округа. В 1929 году создан колхоз имени С. Разина, работали ветряная мельница (с 1926 года) и кузница. Во время Великой Отечественной войны 8 жителей погибли на фронте. В 1959 году в составе совхоза «Светиловичи» (центр — деревня Светиловичи).

## Население

### Численность
- 2004 год — 17 хозяйств, 32 жителя.

### Динамика
- 1897 год — 1 двор, 9 жителей (согласно переписи).
- 1926 год — 20 дворов, 94 жителя.
- 1940 год — 32 двора, 174 жителя.
- 1959 год — 157 жителей (согласно переписи).
- 2004 год — 17 хозяйств, 32 жителя.

## Достопримечательность
- Городище периода раннего железного века (1-е тыс. до н. э. – 1-е тыс. н. э.), 0,4 км от посёлка, урочище Каменная Гора —  Историко-культурная ценность Республики Беларусь, шифр 313В000192
- Курганный могильник периода средневековья (3 группы), X–XIII вв., на правом берегу реки Беседь —  Историко-культурная ценность Республики Беларусь, шифр 313В000193
- Поселение периода каменного века (X–XII вв.), 0,5 км от посёлка —  Историко-культурная ценность Республики Беларусь, шифр 313В000194